# Доње Обуљено
Доње Обуљено је насељено место у саставу града Дубровника, Дубровачко-неретванска жупанија, Република Хрватска.

## Историја
До територијалне реорганизације у Хрватској налазило се у саставу старе општине Дубровник. Као самостално насељено место, Доње Обуљено постоји од пописа 2001. године. Настало је издвајањем дела насеља Дубровник.

## Становништво
На попису становништва 2011. године, Доње Обуљено је имало 210 становника. За национални састав 1991. године, погледати под Дубровник.
| Број становника по пописима | Број становника по пописима | Број становника по пописима | Број становника по пописима | Број становника по пописима | Број становника по пописима | Број становника по пописима | Број становника по пописима | Број становника по пописима | Број становника по пописима | Број становника по пописима | Број становника по пописима | Број становника по пописима | Број становника по пописима | Број становника по пописима | Број становника по пописима |
| --------------------------- | --------------------------- | --------------------------- | --------------------------- | --------------------------- | --------------------------- | --------------------------- | --------------------------- | --------------------------- | --------------------------- | --------------------------- | --------------------------- | --------------------------- | --------------------------- | --------------------------- | --------------------------- |
| 1857                        | 1869                        | 1880                        | 1890                        | 1900                        | 1910                        | 1921                        | 1931                        | 1948                        | 1953                        | 1961                        | 1971                        | 1981                        | 1991                        | 2001                        | 2011                        |
| 209                         | 205                         | 177                         | 168                         | 150                         | 173                         | 157                         | 152                         | 139                         | 146                         | 135                         | 138                         | 0                           | 0                           | 181                         | 210                         |

Напомена: Насеља Горње Обуљено и Доње Обуљено настала 2001. издвајањем из насеља Дубровник. Од 1857. до 1971. исказивано је насеље Обуљено. За то бивше насеље подаци су садржани у насељу Доње Обуљено. У 1981. и 1991. подаци су садржани у насељу Дубровник.